# Állatkerti sétány 64.
Az Állatkerti sétány 64. vagy Állatkerti kalandok (eredeti cím: 64 Zoo Lane) 1999-től 2000-ig futott angol–francia televíziós rajzfilmsorozat, amelynek alkotója An Vrombaut belgiumi születésű angol szerző. A tévéfilmsorozat a Millimages gyártásában készült. Műfaját tekintve fantasy, egyben oktató jellegű filmsorozat. Az Egyesült Királyságban a CBBC, a Noggin, a CBeebies és a PBS Kids Sprout vetítette, Franciaországban a France 5 sugározta, Magyarországon a TV2 és az M2 adta.

## Ismertető
A főszereplő elsősorban Lucy, egy 6 éves kislány, aki az Állatkerti sétány 64. szám alatt lakik, és sok állatbarátja van a szomszédos állatkertben: Nelson, Georgina, Molly, Giggles és Tickles. Lucy minden este, villanyoltás után kimászik a hálószobája ablakán, és Gerorgina, a zsiráf segítségével (annak hosszú nyakát mintegy csúszdaként használva) átjut az állatkertbe. Ott ezután elmondanak neki az állatok egy történetet, ami róluk, rokonaikról vagy ismerőseikről (minden esetben állatokról) szól. Lucy örömmel hallgatja barátságos, tanulságos és szórakoztató meséiket. Végül az állatok jó éjszakát kívánnak a lánynak, ő pedig, ismét Georgina segítségével, visszatér szobájába lefeküdni.

## Szereplők
| Szereplő      | Eredeti hang             | Magyar hang            | Leírás          |
| ------------- | ------------------------ | ---------------------- | --------------- |
| Lucy          | Ciara Janson             | Koller Virág           | hatéves kislány |
| Nelson        | Keith Wickham            | Berzsenyi Zoltán       | elefánt         |
| Georgina      | Megg Nicol               | Virághalmy Judit       | zsiráf          |
| Molly         | Anna Bentinck            | Makay Andrea           | víziló          |
| Viki és Csiki | Megg Nicol és Dian Perry | Bor László, Csúz Lívia | majmok          |
| Boris         | Lewis MacLeod            | Csík Csaba Krisztián   | medve           |

## Epizódok

### 1. évad (1999)
1. Nelson, az elefánt története (The Story of Nelson the Elephant)
2. Kevin, a krokodil története (The Story of Kevin the Crocoile)
3. Joey, a kenguru története (The Story of Joey the Kangaroo)
4. Snowbert, a jegesmedve története (The Story of Snowbert the Polar Bear)
5. Henrietta, a bundásvíziló története (The Story of Henrietta the Hairy Hippo)
6. Giggles és Tickles története (The Story of Giggles and Tickles)
7. Zed, a zebra története (The Story of Zed the Zebra)
8. Adam, a tatu története (The Story of Adam the Armadillo)
9. Georgina, a zsiráf története (The Story of Georgina the Giraffe)
10. Herbert, a varacskos disznó története (The Story of Herbert the Warthog)
11. Pauline, a pelikán története (The Story of Pauline the Pelican)
12. A gyümölcsfa meséje (The Story of the Juicy Fruit Tree)
13. Az elefántmadár története (The Story of the Elephant Bird)
14. Toby, a teknős története (The Story of Toby the Tortoise)
15. Audery tojása (The Story of Audrey's Egg)
16. Gary, a teve története (The Story of Gary the Dromedary)
17. Molly és Nathalie története (The Story of Molly and Nathalie)
18. Wally, a vombat története (The Story of Wally the Wombat)
19. A majom játszótér meséje (The Story of the Jungle Clearing)
20. Melanie, a szarvas története (The Story of Melanie the Moose)
21. Ronald és a tik-tik madár története (The Story of Ronald and the Tic Tic Bird)
22. Beaver, a hód története (The Story of Beverly the Beaver)
23. Doris meséje (The Story of Doris the Duck)
24. Esmeralda meséje (The Story of Esmeralda the Snake)
25. Eddie, a víziló meséje (The Story of Eddie's Big Adventure)
26. Herbert születésnapi partija (The Story of Herbert's Birthday Party)

### 2. évad (2000)
1. Reginald nagy alvása (The Story of Reginald's Big Sleep)
2. A hajnali kórus meséje (The Story of Phoebe the Koala)
3. Phoebe, a koala meséje (The Story of Hercule Mustache)
4. A bajuszos Hercule meséje (The Story of the Dawn Chorus)
5. Kevin bűvésztrükkje (The Story of Petula the Parrot)
6. Isabel, a flamingó meséje (The Story of Kevin's Magic Trick)
7. Herbert és a görögdinnye-végzet (The Story of Isabel the Flamingo)
8. Alan, a földimalac meséje (The Story of Herbert and the Watermelon of Doom)
9. A fontos látogató meséje (The Story of Alan the Aardvark)
10. A Mohás Öböl lundáinak meséje (The Story of the Important Visitor)
11. Ronald és Rosie meséje (The Story of the Puffins of Mossy Bay)
12. Natália új szomszédai (The Story of Ronald and Rosie)
13. Casper, a kaméleon meséje (The Story of Nathalie's Neighbors)
14. Seamus, a gólya meséje (The Story of Casper the Chameleon)
15. Gary legjobb barátjának meséje (The Story of Seamus the Stork)
16. Georgina mindenbogyó levese (The Story of Gary's Best Friend)
17. Kuncog-rokon (The Story of Georgina's Bumbleberry Soup)
18. Joey kempingezni ment (The Story of Cousin Chuckles)
19. Szörny az erdőben (The Story of Joey's Camping Trip)
20. Borisz, a medve meséje (The Story of the Monster in the Forest)
21. Melanie szülinapi ajándéka (The Story of Boris the Bear)
22. Petula, a papagáj meséje (The Story of Melanie's Birthday Present)
23. Viktor, a krokodil (The Story of Victor the Crocodile)
24. A hiéna-piknik (The Story of the Hyena's Holiday)
25. Herbert békés napjának meséje (The Story of Herbert's Peaceful Day)
26. Annie, az anakonda meséje (The Story of Annie the Anaconda)

### 3. évad (2010 – 2011)
1. Nelson unokaöccsének, Nigel-nak a története (The Story of Nelson's Nephew Nigel)
2. Georgina, a divatkirálynő története (The Story of Georgina Queen of Fashion)
3. Lily öccsének története (The Story of Lily's Little Brother)
4. A nagy billabong hullám (The Story of The Big Billabong Wave)
5. Toby új házának története (The Story of Toby's New House)
6. Jamie, a legkisebb lunda meséje (The Story of Jamie The Littlest Puffin)
7. Ronald úszóleckéje (The Story of Ronald's Swimming Lesson)
8. A lundák kincsének története (The Story of the Puffin's Treasure)
9. Viktor mosatlan fogának története (The Story of Victor's Bad Teeth Day)
10. Hóbert új barátjának története (The Story of Snowbert's New Friend)
11. A pancsoló medence története (The Story of the Play and Splash Pool)
12. Melanie kis segítőinek története (The Story of Melanie's Little Helpers)
13. Joey vendégségének története (The Story of Joey's Sleepover)
14. A dzsungelpite története (The Story of the Jungle Pie)
15. Jazz, a karneválkirály története (The Story of Jazz the Carnival King)
16. Patsy, a tarajos sül története (The Story of Patsy the Porcupine)
17. A közös kövek története (The Story of the Together Stones)
18. Thelma, a bálna meséje (The Story of Thelma the Whale)
19. A legjobb karácsonyfa története (The Story of the Best Christmas Ever)
20. Alan fülbemászó dallama (The Story of Alan's Catchy Tune)
21. A kis bölény története (The Story of the Baby Bison)
22. Zed, Afrika hősének története (The Story of Zed The Hero Of Africa)
23. Herbert dinnyéinek története (The Story of Herbert's Watermelons)
24. Doris gyűjteménye (The Story of Doris' Precious Things)
25. Leopold, a láma története (The Story of Leopoldo The Llama)
26. Tallulah, a tukán története (The Story of Tallulah The Toucan)